# Fritz Schade
Fritz Schade (Berlino, 19 gennaio 1880 – Los Angeles, 17 giugno 1926) è stato un attore statunitense.

## Biografia
Fritz Schade fece parte della squadra di Mack Sennett nella fondazione della Keystone comedies, casa di produzione cinematografica dedicata al genere comico, unitamente alla moglie Betty Schade; entrambi recitarono a fianco di Mabel Normand e  Fatty Arbuckle. Dal fisico rotondo, piccoletto, baffi e pizzetto in stile teutonico, fu fortunata spalla di Charlie Chaplin nelle sue prime produzioni Keystone del 1914. Seguì la squadra Keystone anche sotto la Triangle Film Corporation per passare poi alla Fox apparendo nelle Sunshine Comedies.

## Filmografia parziale
- His Crooked Career (1913)
- The Fourth Proposal, regia di Robert Z. Leonard (1914)
- Charlot dentista (Laughing Gas), regia di Charlie Chaplin (1914)
- Charlot trovarobe (The Property Man) (1914)
- Charlot pittore (The Face on the Bar Room Floor), regia di Charlie Chaplin (1914)
- Charlot si diverte (The Rounders), regia di Charlie Chaplin e Roscoe Arbuckle (1914)
- Il portinaio (The New Janitor), regia di Charlie Chaplin (1914)
- Charlot in cerca di lavoro (His New Profession), regia di Charlie Chaplin (1914)
- Charlot panettiere (Dough and Dynamite), regia di Charlie Chaplin (1914)
- Il pianoforte di Charlot (His Musical Career), regia di Charlie Chaplin (1914)
- Il sogno di Charlot (His Prehistoric Past), regia di Charlie Chaplin (1914)
- Saved by the Wireless (1915)
- Peanuts and Bullets, regia di Nick Cogley (1915)
- Fatty's New Role (1915)
- Fickle Fatty's Fall (1915)
- A Submarine Pirate (1915)
- His Last Scent (1916)
- The Surf Girl (1916)
- Her Nature Dance (1917)
- Fickle Fatty's Fall (1917)
- His Precious Life (1917)
- Whose Baby? di Clarence G. Badger (1917)
- A Prairie Heiress (1917)
- A Sanitarium Scandal (1917)
- A Neighbor's Keyhole, regia di Henry Lehrman (1918)